# Buergeria japonica
Buergeria japonica – gatunek płaza bezogonowego z rodziny nogolotkowatych (Rhacophoridae), występujący endemicznie na japońskim archipelagu Riukiu. Dorasta do 3,7 cm. Spotkać go można w różnorakich siedliskach, m.in. potokach czy źródłach termalnych. Dawniej był szerzej ujmowany, ale w 2017 roku dla populacji z południowego Tajwanu utworzony został osobny gatunek, Buergeria otai, a w 2020 roku populacje z północno-zachodniego Tajwanu i południowego Riukiu zaliczono do nowo opisanego gatunku Buergeria choui. Płaz ten cechuje się najwyższą wśród wszystkich gatunków płazów tolerancją na wysoką temperaturę wody, a jego kijanki znalezione zostały w źródle termalnym o temperaturze wody 46,1 °C. Gatunek najmniejszej troski (LC) w związku z dość szerokim zasięgiem występowania i dużą populacją.

## Wygląd
Ciało jest smukłe. Samce dorastają do 2,5–3,0 cm, a samice 2,7–3,7 cm. Pysk mocno zbudowany. Skóra na grzbiecie pokryta guzkami. Brak fałd grzbietowo-bocznych, bardzo dobrze natomiast zaznaczone są fałdy nadbębenkowe. Palce u stóp spięte dobrze rozwiniętą błoną pławną, której brak u palców dłoni. U samców modzele godowe są żółte.

## Zasięg występowania i siedlisko

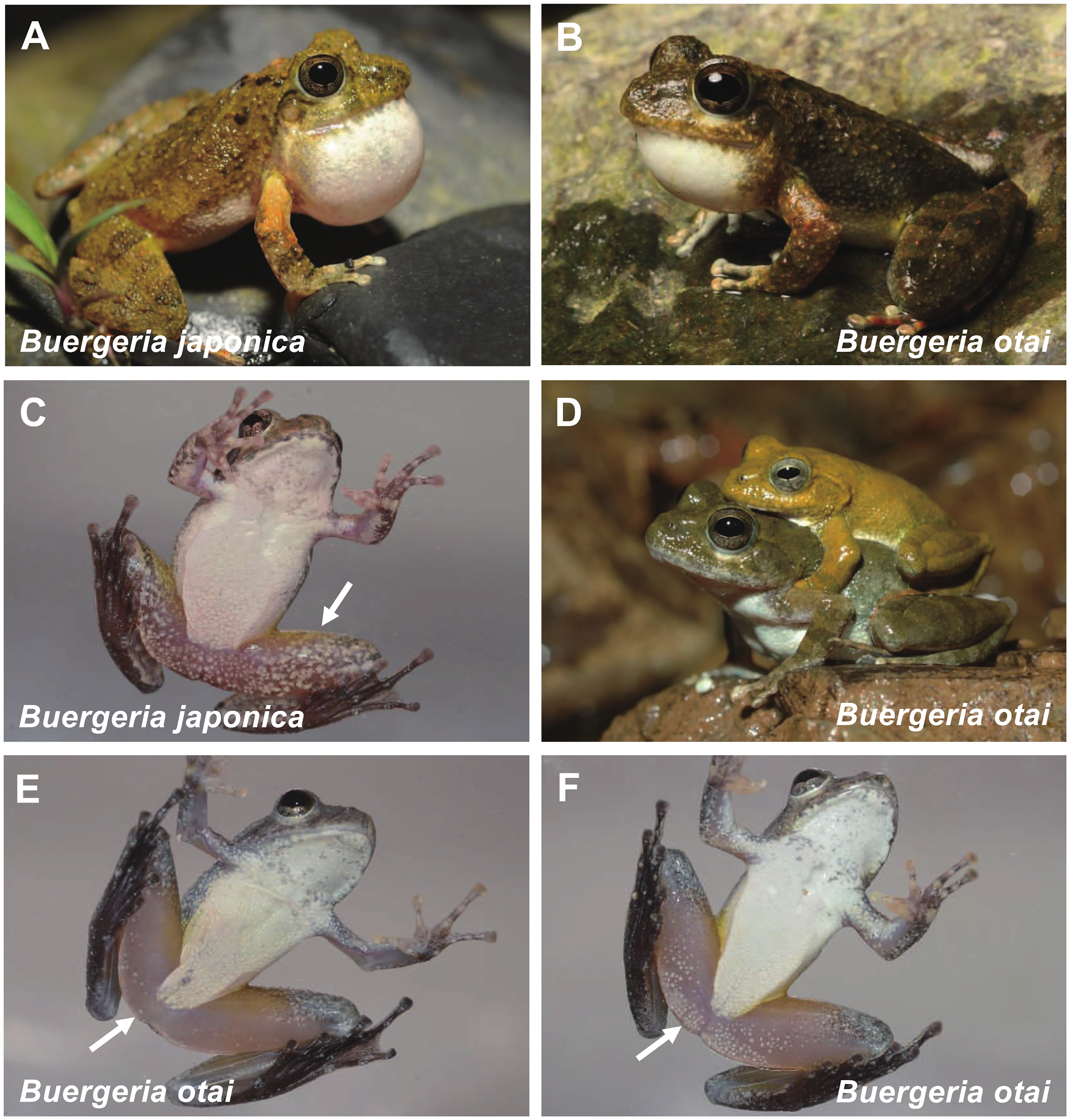
Porównanie gatunków B. japonica i B. otai

Zasiedla Japonię, gdzie występuje w północnej (ale nie skrajnie północnej) i centralnej części archipelagu Riukiu. Spotkać go można zazwyczaj do wysokości bezwzględnej 300 m n.p.m. Występuje od nadmorskich nizin po podgórskie lasy. Spotykany jest zazwyczaj na ziemi lub na skałach, rzadko na drzewach.
B. japonica ma szerszy zasięg występowania od pozostałych gatunków z rodzaju Buergeria, co może być spowodowane niespotykanie wysoką tolerancją na słoną wodę, która spowodowała, że osobniki tego gatunku mogły rozprzestrzeniać się pomiędzy wyspami niesione przez wodę morską.

## Systematyka
Dawniej gatunek był znacznie szerzej ujmowany i zaliczano doń populacje występujące od północnej części archipelagu Riukiu na południe aż po Tajwan. Analizy filogenetyczne z 2015 roku wykazały, że gatunek ten dzieli się na trzy główne klady, stanowiące najprawdopodobniej oddzielne gatunki:
- Klad z południowego Tajwanu (ang. the Southern Taiwan [ST] clade)
- Klad z północnego Tajwanu i południowego Riukiu (ang. the Northern Taiwan + Southern Ryukyu [NT/SR] clade)
- Klad z centralnego i północnego Riukiu (ang. the Central + Northern Ryukyu [CR/NR] clade)

W 2017 roku dla populacji z południowego Tajwanu utworzony został osobny gatunek – Buergeria otai, który od B. japonica wyodrębnił się na drodze specjacji parapatrycznej. Gatunki te różnią się morfologią, a także odgłosem nawoływania. Populacje z północno-zachodniego Tajwanu i południowego Riukiu zaliczono do opisanego w 2020 roku gatunku Buergeria choui.

## Rozmnażanie i rozwój
Sezon lęgowy trwa od marca do listopada. Rozmnaża się w niewielkich strumieniach o wolnym nurcie, a także w różnorakich zbiornikach wody stojącej takich jak niewielkie stawy, rowy czy pola ryżowe. Kijanki na japońskiej wyspie Kuchinoshima znalezione zostały w wodach termalnych i charakteryzowały się bardzo dużą tolerancją na zasolenie wody. Ponadto jeden ze zbiorników wodnych, w którym znaleziono kijanki, miał temperaturę wody 46,1 °C, co stanowi najwyższą temperaturę wody, w której odnotowano występowanie jakiegokolwiek gatunku płaza na świecie.

## Status
Gatunek najmniejszej troski (LC) w związku z dość szerokim zasięgiem występowania, dużą i stabilną populacją. Lokalnym populacjom zagrażać mogą rolnictwo i rozwój infrastruktury prowadzące do niszczenia ich środowiska naturalnego.